# O mie nouă sute optzeci și patru (roman)
O mie nouă sute optzeci și patru (scris și 1984) este un roman de George Orwell. 
Romanul prezintă încercările eroului Winston Smith de a înțelege un sistem totalitar evoluat, în care autoritătile sunt motivate de setea de putere, se impun prin frică și sunt interesate în mod deosebit de controlul tuturor trăirilor afective. În varianta extremă de opresiune din roman, orice trăire personală devine un afront, inclusiv dragostea între membrii unei familii, între iubiți, prietenia dintre oameni, compasiunea, etc. 
Ca și protagoniștii, autorul nu dezbate în sterile argumente „metafizice” motivația, meritele și dezavantajele unui sistem totalitar. Astfel de argumente din cartea disidentului fabricat se dovedesc a fi o fraudă și o capcană a puterii. De exemplu, prezumția că belșugul material ar duce la egalitate socială (combătută de sistem într-o presupusă dorință de a păstra inegalitatea) este echivalentă unui simplu consumerism, pentru că ierarhia socială continuă să fie dată de capacitățile și comportamentul individual chiar și  atunci când oamenii posedă aceleași bunuri materiale. Autorul face în schimb apel frecvent la instinctele de dreptate și demnitate umană, sugerând că ideologia sistemelor totalitare trebuie combătută cu argumente simple. 
Se argumentează că elitele sistemului totalitar doresc (conștient sau nu) puterea ca scop în sine, și nu ca un mijloc pentru a obține altceva, pentru ei sau pentru populație. Metodele sistemului totalitar represiv, în care oamenii doar supravețuiesc, sunt arătate perspicace, așa cum au fost puse în practică în sisteme totalitare realizate istoric. De exemplu, este arătată importanța deosebită acordată controlului trecutului, „trișarea mentală” (mental cheating) a modului de „dublă-gândire” (doublethink), cum falsul este transformat în adevăr și adevărul în fals printr-o susținere agresivă a ipotezei că realitatea este iluzorie. 
Autorul arată vivid o caracteristică esențială a sistemului totalitar extrem din roman: se urmărește atât zdrobirea voinței, dar mai ales obținerea controlului asupra emoțiilor, ultimul refugiu al persoanei.
„O'Brien: Poți să te gândești la o singură degradare pe care nu ai suferit-o? 

Smith: Nu am trădat-o pe Julia.”
 Speranța este în „proli”, în principal deoarece ei, în contrast cu membrii Partidului, „au rămas umani”.
„Ei au păstrat emoții primitive pe care el însuși trebuia să le re-învețe printr-un efort conștient.”
 Experimente urmărind controlul complet al prizonierilor, ca cele din „Camera 101” în roman, au fost realizate ocazional în sisteme totalitare, inclusiv în guverarea comunistă din România, de exemplu în Experimentul Pitești. 
 

## Publicare și impact
Prima ediție a fost publicată în 1949 la editura Martin Secker & Warburg din Londra. Prima ediție broșată a apărut în 1954 la editura Penguin Books, Harmondsworth. De atunci au apărut zeci de ediții. 
Impactul deosebit și persistent al romanului este dat de argumentul central că sistemele totalitare nu au limite în cum își propun să îi transforme pe oameni și de concluzia implicită că împiedicarea realizării unui astfel de proiect de pierdere graduală a drepturilor și libertăților depinde doar de rezistența în societate și nu de limitele dorinței de putere arbitrară a unui grup sau de limitațiile unei tehnologii în continuu curs de perfecționare. 
Orwell l-a descris pe  Jack London ca făcând "o profeție remarcabilă a apariției fascismului" în romanul Călcâiul de fier și credea că înțelegerea de către London a primitivului îl făcuse un profet mai bun "decât mulți gânditori mai bine informați și mai logici.", Michael Shelden, biograful lui George Orwell, a confirmat că romanul a fost o influență majoră . 
O mie nouă sute optzeci și patru a imprimat mulți termeni și idei în cultura contemporană, de exemplu „Fratele cel Mare” (în engleză: Big Brother), dubla gândire, poliția gândirii, Soceng. „Fratele cel Mare” a devenit o figură metaforică a regimului polițienesc și totalitar, precum și a reducerii libertăților. „Fratele cel Mare stă cu ochii pe tine” este un simbol al controlului excesiv, iar adjectivul orwellian este folosit pentru a descrie acțiunile și organizațiile unui sistem totalitar evoluat. 
Romanul a rămas actual. În 2005, publicația Time a clasat romanul 1984 în lista celor mai bune romane în limba engleză publicate între 1923 și 2005 (listă unde se găsește și Ferma animalelor, un alt roman de Orwell ). A fost de asemenea inclus în lista Cele 100 de cărți ale secolului după Le Monde. A fost ecranizat de două ori, în 1956 și 1984.

## Rezumat
Acțiunea romanului are loc într-un viitor distopic, în zona Londrei după un război nuclear ipotetic și o revoluție, care ar fi avut loc în anii '50. Mare Britanie, numită acum „Airstrip One”, face parte din Oceania, una din cele trei entități globale cu regim totalitar. Imense afișe pe străzi, blocuri, instituții, indică tuturor că 
„Fratele cel Mare stă cu ochii pe tine.”

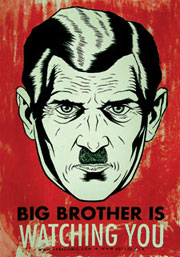
Afișul Fratele cel Mare stă cu ochii pe tine (engl: Big Brother is watching you.) în dublu sens: te protejează, se interesează mereu și îi pasă de soarta ta, însă, în același timp, te supraveghează clipă de clipă iar tu nu poți face nimic fără ca el să nu știe.

Libertatea de expresie nu mai există și toate activitățile sunt minuțios supravegheate. Tele-ecrane, aparate care transmit și receptează neîncetat sunete și imagini, sunt instalate în fiecare încăpere, inclusiv în camerele apartamentelor. Ele pot fi dat mai încet, dar niciodată oprite. Supravegherea are loc și în mod direct, prin patrule de poliție în elicoptere zburând la mică înălțime care „își bagă nasul prin casele oamenilor”. Poliția Gândirii este o altă instituție specializată de supraveghere, ascunsă și mult mai de temut. Valorile sunt răsturnate:
„ Războiul este pace 
 Libertatea este sclavie 
 Ignoranța este putere”
Toate produsele de larg consum se numesc Victoria . Exasperantă e și sărăcia, care generează mizerie și boală. Cărțile sunt scrise de mașini, iar filmele au rolul de a menține nivelul de educație și de inteligență cât mai scăzute în rândul populației.
Engleza este înlocuită cu „Nouvorba” o limbă simplificată pentru un mai bun control al gândirii, , care este și ea simplificată în lipsa cuvintelor corespunzătoare.
„Nu vezi frumusețea desființării cuvintelor? Tu nu știai că Nouvorba este singura limbă din lume al cărei vocabular scade în fiecare an?! […] Nu înțelegi că singurul scop al Nouvorbei este de a limita aria de gândire?! Până la sfârșit, o să facem crimăgânditul literalmente imposibil, pentru că n-or să mai existe cuvinte în care să-l exprimi. Fiecare concept care ar putea fi necesar vreodată orișicui va fi exprimat printr-un singur cuvânt, cu sens strict definit și cu toate celelalte sensuri secundare șterse și uitate. […] Cum crezi tu c-ai mai putea avea o lozincă 'Libertatea este sclavie', când însuși conceptul de libertate va fi abolit? ”
Zilnic toți oamenii își întrerup orice altă activitate pentru a participa în grup la „Cele două minute de ură”, în care, un tele-ecran imens amplasat în holul principal al fiecărei clădiri arată un discurs de Emmanuel Goldstein, inamicul numărul unu al Partidului și Oceaniei. Cei care asistă se exteriorizează vehement, stăpâniți de sentimente care alunecă dinspre frică spre mânie, apoi ură. Goldstein ar conduce o organizație secretă și misterioasă, Frăția , e pretextul pentru nenumărate arestări făcute de Poliția Gândirii în lupta Partidului de a-și proteja poporul de acest nebun puternic și viclean, și dușmanul vinovat care nu vede Adevărul. Cele „două minute de ură” urmăresc amplificarea celor mai negative sentimente umane și menținerea trează a atenției asupra inamicului intern (Goldstein) și extern (pe moment Eurasia, cu care acesta se spune că ar fi colaborat).
Personajul principal, Winston Smith, detestă Partidul și viața pe care este obligat să o trăiască și care își lasă o amprentă puternică și asupra personalității lui. Este într-o oarecare măsură conștient de ororile provocate de conducere, dar se poartă asemeni tuturor celorlalți – indiferent că aceștia îmbrățișează ori nu doctrinele, ideologia general impusă – nelăsând să se vadă din comportamentul său nici o urmă de nemulțumire. Winston îl simpatizează în secret pe Goldstein, doar mimând inițial aceeași adversitate împărtășită de ceilalți în timpul celor doua minute de ură, dar se surprinde în final că strigă și gesticulează furios spre figura de pe tele-ecran. El începe un jurnal (deși știe că acest lucru e interzis –  chiar dacă nu prin vreo lege scrisă), în care scrie „cu greu”, povestind frânturi din seara precedentă, când a fost la „un film foarte bun”, film de război cu femei terifiate și „un braț de copil zburând sus, sus, sus”. Publicul era încântat și aplauda; s-au auzit însă câteva proteste, dar acestea veneau din partea prolilor. Cei care „au început brusc să facă gură și să țipe că n-ar fi trebuit să arate așa ceva, nu de față cu copiii” au fost scoși din sală, însă probabil că nu au pățit nimic, căci „cui îi pasă ce zic prolii?”. Dacă ar fi fost vorba de membri ai Partidului ar fi fost cu siguranță omorâți, iar existența lor ștearsă.
Copiii familiei Parsons, vecină cu Winston în Blocul Victoria, sunt mici adepți înflăcărați ai Partidului și ai practicilor drastice și violente exercitate de Poliția Gândirii (urmând, mai târziu, să-și denunțe chiar tatăl ca fiind „criminal al gândirii”) . Dragostea părinților față de copiii lor este încurajată, dar 
„Pe de altă parte însă, copiii sunt sistematic montați împotriva părinților și învățați să-i spioneze și să raporteze orice formă de deviație de la linie. Familia a devenit nici mai mult, nici mai puțin decât un auxiliar al Poliției Gândirii, o metodă prin care tot omul trăiește, zi și noapte, înconjurat de niște turnători care-i cunosc orice intimitate. ”
O ideie cheie pe care se bazează puterea extraordinară a regimurilor totalitare este: 
„Cine controlează trecutul controlează viitorul.

Cine controlează prezentul controlează trecutul.”
În funcție de interesele Partidului, trecutul este alterat și orice eveniment ori persoană este cu desăvârșire uitat, după ce documentele (articol de ziar, carte, etc.) iau calea „găurilor de memorie”, ajungând scrum. Despre perioada de dinainte de revoluție și era Fratelui cel Mare nimeni nu are amintiri clare și, „ca o ecuație cu două necunoscute”, nu poate ști cât e adevăr și cât fantezie în ce se scrie în manualele și cărțile de istorie. Aliatul și dușmanul Oceaniei este schimbat odată la câțiva ani între Eurasia și Estasia, trecutul fiind complet rescris ca și cum alianța, respectiv adversitatea, ar fi durat de o veșnicie.
Winston scrie în jurnal „Dacă există vreo speranță ea stă în proli”. El începe o lungă plimbare prin cartierele prolilor – univers de care se simte tot mai atras. În urma unei exploziei unei rachete în imediata lui apropiere, Winston dă peste o mână retezată de la încheietură, pe care, fără să ezite, o împinge cu piciorul spre marginea străzii. Deși lucid într-o mai mare măsură decât mulți dintre cei printre care trăia, își pierduse și el – ca urmare a peste treizeci de ani în care Regimul controla faptele, gândurile și sentimentele fiecăruia – aproape total sensibilitatea. Atenția lui – ca și un scurt comentariu pe care îl face doar pentru sine – se îndreaptă asupra unui grup de trei bărbați care discutau cu înflăcărare despre Loterie. Sumele imense de câștig declarate oficial nu erau niciodată cele reale, însă important era faptul că prolii aveau un motiv pentru a trăi; mai exact, atenția le era oarecum distrasă de la mizeria și neajunsurile în care trăiau. Winston îl urmează pe un bătrân, care prinsese cu siguranță perioada de dinainte de Revoluție, într-un bar, sau cârciumă în argoul prolilor, sperând să obțină răspunsuri la numeroasele întrebări pe care și le punea referitor la vremea când batrânul era încă un copil. Însă concluzia la care ajunge în urma discuției cu bătrânul e că puținii oameni rămași în viață care au cunoscut istoria și altfel decât din actualele manuale școlare sunt prea senili pentru a-l lămuri. Îl re-înlâlnește de asemenea pe proprietarul anticariatului unde găsise caietul devenit ulterior jurnal.
O poveste de dragoste se înfiripă treptat și prudent între Winston și Julia, pe care el o suspecta inițial de spionaj din partea Poliției Gândirii. Aceasta îi strecoară, într-un context favorabil, un bilețel cu mesajul „Te iubesc” și reușește chiar să stabilească o întâlnire într-un loc unde nu erau supravegheați. Așa cum sensibilitatea îi era într-o mare măsură atrofiată, nici instinctul sexual al lui Winston nu era cel al unui om normal: Ajunși într-o pădure – loc fără tele-ecrane, ori microfoane: „O trage în jos, să se întindă împreună pe iarbă, iar ea nu i se împotrivește deloc; poate face cu ea ce-i trece prin cap. Dar adevărul este că nu-și poate defini vreo senzație fizică; își dă seama de atingere și atât. Nu simte nimic altceva decât neîncredere și mândrie. Îi pare bine de ce face dar nu are nici o dorință fizică” (Orwell, O mie nouă sute optzeci și patru, pag. 154). Acesta era și unul dintre obiectivele Partidului, pentru că atunci „când te regulezi, îți consumi energia și pe urmă te simți fericit și ți se rupe de-orice altceva” (idem, pag 169). Și dacă sexualitatea nu poate fi reprimată cu totul, atunci ea este transformată într-o practică animalică, trivială, care – privită intrinsec – repugnă (numită Datoria față de Partid în școli) și permisă doar între soț și soție, deși prostiția este parțial tolerată în lumea prolilor. 
Winston și Julia închiriază o cameră doar pentru ei doi, unde să nu fie supravegheați de nimeni, deasupra anticariatului din zona prolilor. La scurt timp, O’Brien îl invită pe Winston la el acasă, pretextând că intenționează să-i împrumute ultima ediție a Dicționarului de Nouvorbă. Acesta se duce împreună cu Julia, iar O’Brien (după ce închide tele-ecranul – ceea ce le este permis doar membrilor Partidulului Interior) îi asigură că Frăția există, este activă, și-i promite să-i trimită cartea Teorie și practică în colectivismul oligarhic scrisă de Goldstein. Julia și Winston sunt arestați de Poliția Gândirii la scurt timp (în spatele unui tablou din camera închiriată fiind amplasat un tele-ecran). 
Winston este torturat îndelung în Ministerul Iubirii de agenții Poliției Gândirii. Anchetatorul principal este O’Brien însuși, care-i mărturisește că de șapte ani îl avea sub observație, că el însuși împreună cu alți câțiva membri ai Partidului Interior scriseseră cartea atribuită lui Goldstein, și că atât puterea, cât și exercitarea puterii prin mijloace cât mai brutale constituie pentru Partid scopuri în sine. În final, de la mărturisirea sub tortură a unor crime reale și imaginare, cei arestați, ajung în Camera 101, unde acceptă emoțional ideologia Partidului și au sentimentele iremediabil atrofiate ori modificate.
Winston și Julia sunt eliberați și se reîntâlnesc întâmplător, dar abia pot să vorbească unul cu altul, privindu-se cu „neplăcere și dispreț” și fără ca unul să facă un efort de a se regăsi atunci când sunt depărțiți accidental de mulțime. În ultima scenă Winston este preocupat de o problemă de șah la Cafeneaua Castanilor, ultima escală pentru vinovații de crimă-gândit (thoughtcrime), înainte de „vaporizare”. Se simte „complet vindecat”, atunci când, simultan cu anunțarea unei mari victorii în Africa, realizează 
„Ce ticăloșie făcuse, și ce pierdere fusese pentru el să nu înțeleagă atâta timp! Ah, cu câtă încăpățânare s-a exilat de unul singur de la pieptul iubitor […] Dar gata, totul este bine acum, lupta s-a sfârșit. A câștigat bătălia cu el însuși. Îl iubește pe Fratele cel Mare! ”

## Clasele sociale în roman
Fratele cel Mare
„Fratele cel Mare este masca sub care Partidul se prezintă lumii întregi” (idem, pag. 258).
Este mai ușor să concentrezi sentimentele maselor spre o singură persoană (fie ea și imaginară), decât spre un grup destul de numeros. Fratele cel Mare nu fusese văzut niciodată; cu siguranță că nici măcar nu fusese pseudonimul vreunuia dintre liderii inițiali ai revoluției, însă luase naștere odată cu Partidul, și nu va muri niciodată (cel puțin atât cât Partidul va continua să existe).
Emmanuel Goldstein fusese – poate – unul dintre primii membri ai Partidului Interior, a cărui mentalitate era mult prea liberală, și de aceea fusese exclus. La fel de bine este posibil ca el nici să nu fi existat vreodată, și să fie pură invenție a Partidului. Cert este însă că Emmanuel Goldstein era (omolog Fratelui cel Mare) ținta furiei și a sentimentelor de ură ale maselor. Prezentat ca inamicul numărul unu al Oceaniei, el era totodată și o unealtă a Partidului, care, neoficial, și păstrând anumite limite, chiar încuraja erezia (gândirea neortodoxă), căci „Ascultarea nu ajunge. Dacă nu-l faci (pe om) să sufere, cum poți fi sigur că ascultă de voința ta și nu de-a lui? Puterea constă în a-l umili și a-i provoca durere. Ai putere atunci când rupi conștiința omului în bucăți, iar bucățile vii le rearanjezi în forme noi, pe care tu însuți le hotărăști” (idem, pag. 329).
Partidul  Interior – sub două procente din populația Oceaniei (adică șase milioane de membri) – constituie clasa cea mai înaltă a societății. Cei privilegiați din punct de vedere a condițiilor de viață, dar, în primul rând, cei care dețin puterea.
Aderarea în rândurile Partidului Interior, nu se face după criteriul eredității, ci în funcție de rezultatul unui examen care se susține la șaisprezece ani. Nu există discriminări rasiale, și nici favorizați în funcție de regiunea în care s-au născut ori în care trăiesc.
Partidul nu are interesul să-și perpetueze sângele, ci să se perpetueze pe sine însuși. Nu contează cine anume exercită puterea, atâta timp cât structura ierarhizată a societății rămâne mereu aceeași” (idem, pag. 260).
Partidul Exterior
„Sub Partidul Interior urmează Partidul Exterior, pe care, dacă socotim Partidul Interior drept creierul Statului, îl putem ușor asemui cu brațele acestuia” (idem, pag. 258).
Partidul Exterior constituie aproximativ cincisprezece la sută din populația Oceaniei, reprezentând un fel de clasă de mijloc a societății. Membrii Partidului Exterior – în general funcționari în cadrul vreunuia dintre ministerele Oceaniei – au un nivel de trai mult inferior membrilor Partidului Interior, și ceva mai ridicat decât al prolilor, însă, spre deosebire de aceștia din urmă, ei sunt sub permanentă supraveghere, și veșnic în atenția Poliției Gândirii.
Prolii, aproape optzeci și cinci la sută din populația Oceaniei, sunt în mare parte analfabeți și îndeplinesc munci fizice prost plătite. În ciuda numărului lor mare pe care-l alcătuiesc, ei nu reprezintă un pericol pentru partid, căci nici măcar nu sunt conștienți de forța lor; din acest motiv ei nici nu sunt prea strict supravegheați, ori prea aspru pedepsiți atunci când încalcă vreuna din legile scrise ori nescrise. „Într-un singur caz ar putea proletarii să devină periculoși, și anume dacă progresul tehnologic ar face necesară educarea lor la un nivel superior; dar, din moment ce concurența militară și comercială a dispărut, nivelul de educație al maselor este, de fapt, în scădere” (idem, pag. 260). Prolii nu sunt îndoctrinați („Prolii și animalele sunt liberi” – spune o lozincă a Partidului) și trăiesc într-o mizerie și sărăcie îngrozitoare. 

## Ministerele Oceaniei

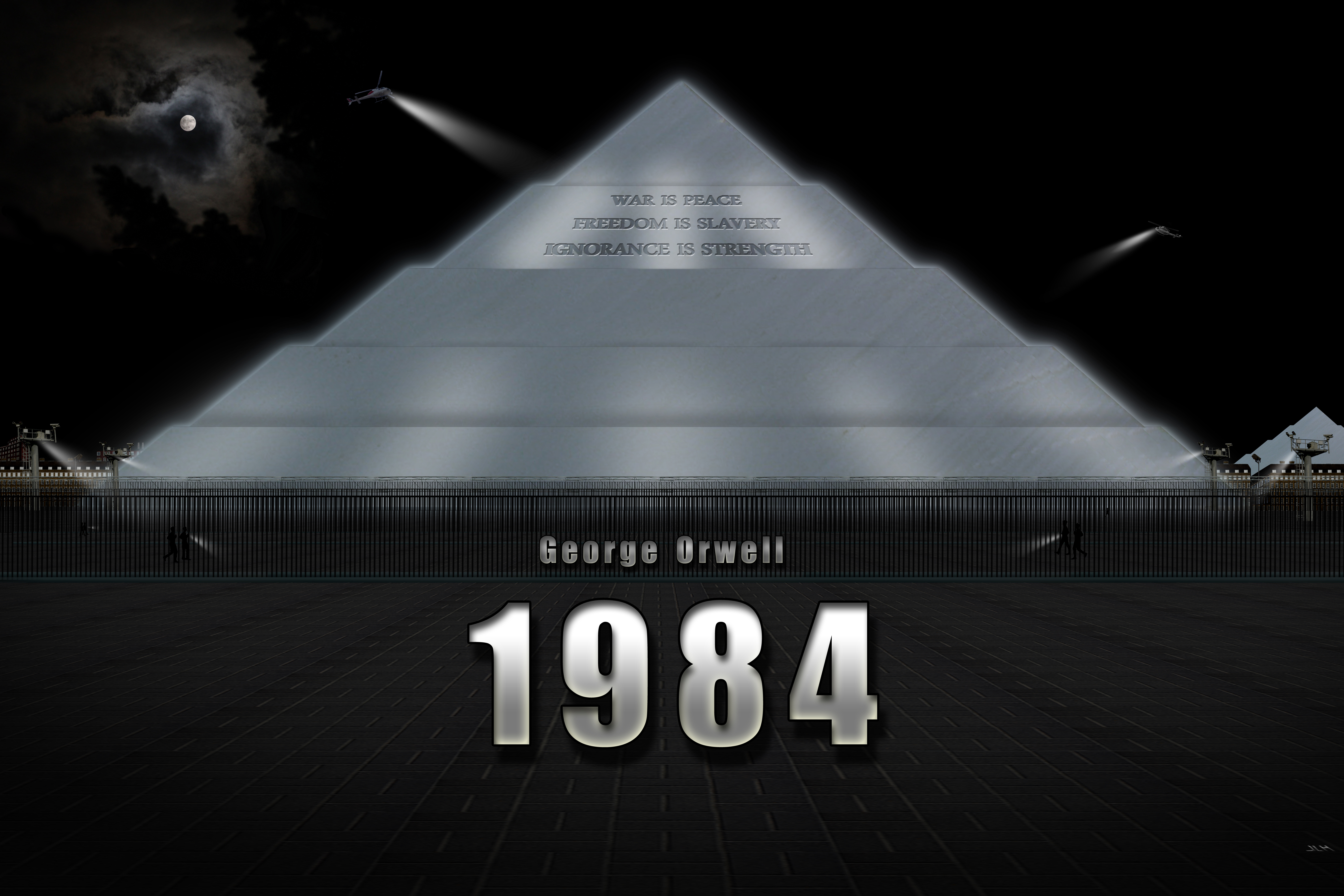
Reprezentarea Ministerului Adevărului: Războiul este pace / Libertatea este sclavie / Ignoranța este putere

Ministerele Oceaniei cu sediul în Londra sunt:
- Ministerul Păcii, în nouvorbă: Minipax (care se ocupă de tot ceea ce are legătură cu războiul).
- Ministerul Adevărului, în nouvorbă: Miniadev (responsabil cu falsificarea continuă a trecutului, cu presa, literatura și filmele distribuite membrilor Partidului și proletariatului.
- Ministerul Abundenței, în nouvorbă: Minibelș (cel care raționalizează toate bunurile de larg consum, de la alimente, țigări, alcool, până la șireturi de pantofi și lame de bărbierit).
- Ministerul Iubirii, în nouvorbă: Miniiubi (în atribuțiile căruia, pe lângă cele două minute de ură, intră și torturile fizice și psihice în urma cărora, toți cei arestați mărturisesc crimele (reale și imaginare), unii sunt împușcați, însă, fără excepție, toți sunt vindecați) – de care ține și Poliția Gândirii, în nouvorbă: Gândpol.

## Războiul perpetuu

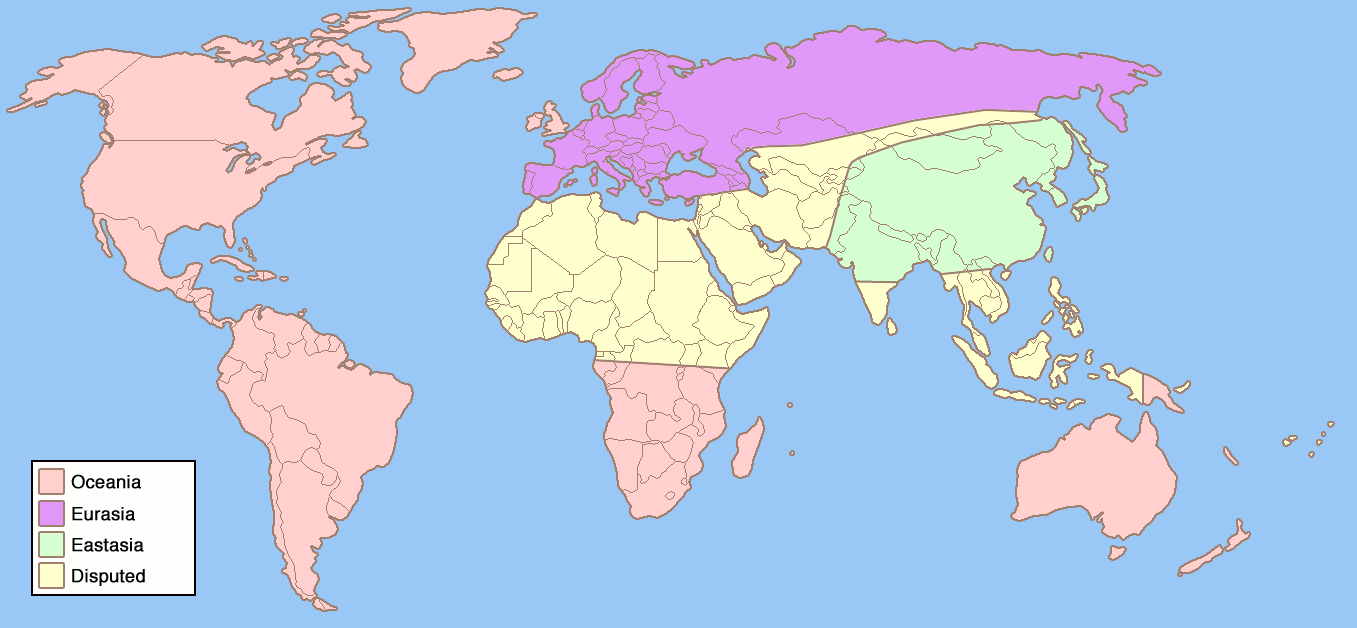
O hartă cu zonele geografice aproximative ale Oceaniei (roz), Eurasiei (mov) și Estasiei (verde). Teritoriile în galben sunt disputate într-un război perpetuu.

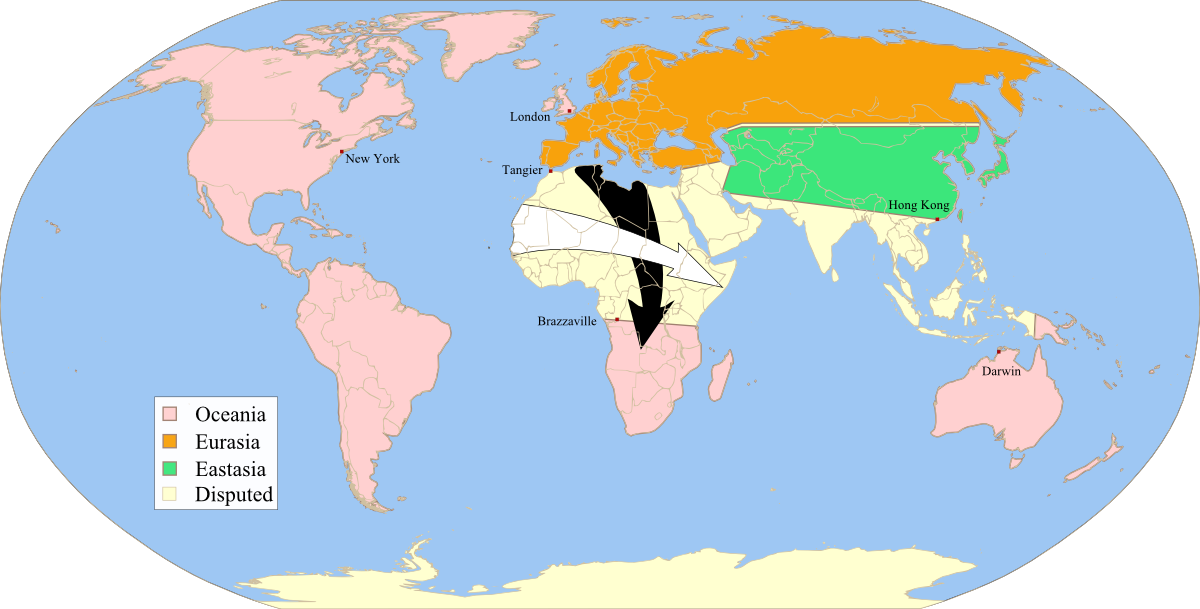
Oceania (roz) și Eurasia (portocaliu) își dispută Africa la sfârșitul romanului, când se anunță oficial că Oceania a obținut o victorie răsunătoare, tăind (săgeata albă) avansul Eurasiei (săgeata neagră) în Africa.

Oceania, Eurasia și Estasia sunt prea echilibrate ca forță pentru a se putea pune problema cuceririi vreuneia dintre ele de către celelalte, chiar dacă s-ar alia două contra uneia singure. În plus, economia fiecăreia este una închisă, astfel încât nici motivația financiară nu mai există.
„Principalul scop al războiului modern este acela de a consuma produsul mașinii fără a ridica nivelul de trai. […] Într-o lume în care fiecare ar fi muncit puține ore pe zi, ar fi posedat o mașină ori chiar un avion, într-o astfel de ipotetică lume, forma cea mai evidentă, și poate cea mai importantă de inegalitate ar fi dispărut. Până la urmă, o societate ierarhizată, nu este posibilă decât bazată pe sărăcie și ignoranță. […] esența războiului constă în distrugere. ”

## Nouvorba
„Scopul Nouvorbei nu este doar acela de a oferi un mijloc de exprimare a concepției despre lume și obiceiurile mentale proprii adepților devotați ai SOCENG-ului, ci, în același timp, de a face imposibil orice alt mod de gândire. Intenția este ca, atunci când Nouvorba va fi adoptată, o dată pentru totdeauna, iar Vechivorba uitată, o idee neortodoxă – adică o idee divergentă față de principiile SOCENG-ului – să fie literalmente de neconceput, cel puțin în măsura în care gândirea se bazează pe cuvinte. ”
Derivată din engleză, și devenită limba oficială în Oceania, Nouvorba se împarte în trei categorii de cuvinte, categorii diferențiate pe baza modului de formare a cuvintelor:
- Vocabularul A conține cuvintele cele mai uzuale, majoritatea păstrând forma lor inițială din limba engleză, însă sensul lor este foarte strict delimitat; de exemplu, cuvântul lovitură descrie impactul fizic dintre două corpuri, și în nici un caz nu poate fi inclus în expresii de genul „lovitură de stat”, ori „lovitură cu bătaie lungă” – referitor la o idee, atitudine, etc.

- Vocabularul B se compune din cuvintele cu sens politic, în marea lor majoritate fiind compuse prin alăturarea radicalelor a două cuvinte din vechivorbă cu sens opus ori, cel puțin total diferit;  în mai toate cazurile, cuvintele care fac parte din Vocabularul B, au cel puțin două sensuri, care diferă în funcție de atitudinea pe care o ai față de interlocutor: de exemplu, a macavorbi – are sens laudativ atunci când expresia este asociată unei persoane cu gândire ortodoxă, și acuzator în sens contrar, în ambele cazuri desemnând o lungă înșiruire de cuvinte prin care să nu se afirme absolut nimic. Mai toate cuvintele din această categorie se subordonează conceptului de dublugândit.

- Vocabularul C este compus exclusiv din expresii tehnice și științifice, fiind – ca număr de cuvinte – mai redus decât celelalte două.

Lucrările de Shakespeare, Swift, Byron, Milton, Dickens, etc. ca și textele tehnice și științifice, se aflau într-o dificilă etapă de traducere în nouvorbă, plănuindu-se încheierea adoptării nouvorbei pentru anul 2050.

## Dublagândire
Cuvântul din Nouavorbă care ilustrează cel mai bine conceptului de dublugândit, este negrulalb.  
„...reprezintă capacitatea de a stoca în minte, concomitent, două convingeri care se exclud reciproc, și de a le îmbrățișa pe amândouă în același timp. Un gânditor al Partidului știe în ce direcție trebuie să-și modifice amintirile; prin însuși acest lucru, el este conștient că joacă feste realității, dar, prin intermediul dublugânditului, el se și asigură că realitatea nu a fost violată. Acest întreg proces trebuie să fie și conștient, altminteri nu s-ar desfășura cu precizia necesară, și inconștient, altfel ar atrage după sine un sentiment de falsitate la început, apoi de vinovăție.”
„Cuvântul cheie este aici: negrulalb. Similar multor cuvinte din Nouavorbă acest cuvânt deține două semnificații mutual contradictorii. Aplicată unui opozant (de Partid, n.t.), semnifică obișnuința de a susține fără reținere că negrul este alb, în contradicție cu faptele reale. Aplicată unui membru de Partid, semnifică o dorință loială de a spune ca negrul este alb atunci când disciplina de partid o cere. Dar înseamnă de asemenea abilitatea de a crede că negrul este alb și de a uita că cineva a crezut vreodată contrariul. Acest lucru necesită o continuă alterare a trecutului, făcută posibilă de către sistemul gândirii care cuprinde cu adevărat tot ceea ce rămâne, și care este cunoscut în Nouavorbă ca și dublăgândire. Dublagândire este de fapt puterea de a păstra două credințe contrare în mintea cuiva în mod simultan, și amândouă să fie acceptate.”